# Bjarne Lund
Bjarne Lund, född 27 mars 1858 i Kristiania, död där 22 december 1894, var en norsk operasångare (baryton).
Bjarne Lund var son till fängelseprästen Joachim Brinck Lund. Efter sånglektioner för Adolf Schimon i München, där han 1879 gav sin första konsert, flyttade han samma år till Stockholm. 1880 debuterade han som operasångare på Nya Teatern som Max i Alphyddan. Han var därefter anställd ett år vid Stora Teatern, Göteborg, och därefter vid olika landsortssällskap, innan han 1885 bildade ett eget operasällskap, med vilket han fram till 1888 turnerade runt om i Sverige. 1890 framträdde han på Kungliga Teatern som Figaro i Barberaren i Sevilla, innan han flyttade till Kristiania, där han verkade som sångpedagog fram till sin död. Hans kraftiga röst gjorde honom lämplig för roller som Fra Diavolo, Farinelli och Rigoletto. Han var gift med operasångerskan Alma Lund.